# Diapheromera
Diapheromera is een geslacht van Phasmatodea uit de familie Diapheromeridae. De wetenschappelijke naam van dit geslacht is voor het eerst geldig gepubliceerd in 1835 door Gray.

## Soorten
Het geslacht Diapheromera omvat de volgende soorten:
- Diapheromera arizonensis Caudell, 1903
- Diapheromera calcarata (Burmeister, 1838)
- Diapheromera carolina Scudder, 1901
- Diapheromera erythropleura Hebard, 1923
- Diapheromera femorata (Say, 1824)
- Diapheromera kevani Vickery, 1997
- Diapheromera nitens Brunner von Wattenwyl, 1907
- Diapheromera persimilis Caudell, 1904
- Diapheromera petita Vickery, 1997
- Diapheromera tamaulipensis Rehn, 1909
- Diapheromera torquata Hebard, 1934
- Diapheromera velii
- Diapheromera beckeri Kaup, 1871
- Diapheromera covilleae Rehn & Hebard, 1909